# 73-тя паралель північної широти
73-тя паралель північної широти — лінія широти, що лежить на 74 градуси північніше земної екваторіальної площини, за Північним полярним колом, в Арктиці. Вона проходить через Атлантичний океан, Європу, Азію, Північний Льодовитий океан та Північну Америку.
На цій широті під час літнього сонцестояння сонце видно 24 години (полярний день), а під час зимового сонцестояння протягом доби тривають навігаційні сутінки (полярна ніч).

## Список географічних об'єктів, що перетинає 73° пн. ш.
Починаючи з Гринвіцького меридіану та рухаючись на схід, 73-тя паралель північної широти проходить через:
| Координати                                                   | Країна, територія або море    | Примітки                                                              |
| ------------------------------------------------------------ | ----------------------------- | --------------------------------------------------------------------- |
| 73°0′ пн. ш. 0°0′ сх. д. / 73.000° пн. ш. 0.000° сх. д.      | Атлантичний океан             | Гренландське море Норвезьке море                                      |
| 73°0′ пн. ш. 21°51′ сх. д. / 73.000° пн. ш. 21.850° сх. д.   | Баренцове море                |                                                                       |
| 73°0′ пн. ш. 53°5′ сх. д. / 73.000° пн. ш. 53.083° сх. д.    | Росія                         | Нова Земля — проходить через Південний острів                         |
| 73°0′ пн. ш. 56°19′ сх. д. / 73.000° пн. ш. 56.317° сх. д.   | Карське море                  |                                                                       |
| 73°0′ пн. ш. 70°3′ сх. д. / 73.000° пн. ш. 70.050° сх. д.    | Росія                         | Проходить через найпівденнішу точку Білого острова[ru]                |
| 73°0′ пн. ш. 70°5′ сх. д. / 73.000° пн. ш. 70.083° сх. д.    | Карське море                  | Протока Малигіна[ru]                                                  |
| 73°0′ пн. ш. 74°5′ сх. д. / 73.000° пн. ш. 74.083° сх. д.    | Росія                         | Проходить через острів Шокальського[en]                               |
| 73°0′ пн. ш. 74°40′ сх. д. / 73.000° пн. ш. 74.667° сх. д.   | Карське море                  | Проходить південніше острова Неупокоєва[ru], Росія                    |
| 73°0′ пн. ш. 78°58′ сх. д. / 73.000° пн. ш. 78.967° сх. д.   | Росія                         | Прроходить через острів Сибірякова[ru]                                |
| 73°0′ пн. ш. 79°22′ сх. д. / 73.000° пн. ш. 79.367° сх. д.   | Карське море                  |                                                                       |
| 73°0′ пн. ш. 80°48′ сх. д. / 73.000° пн. ш. 80.800° сх. д.   | Росія                         |                                                                       |
| 73°0′ пн. ш. 120°7′ сх. д. / 73.000° пн. ш. 120.117° сх. д.  | Море Лаптєвих                 | Оленьоцька затока                                                     |
| 73°0′ пн. ш. 122°13′ сх. д. / 73.000° пн. ш. 122.217° сх. д. | Росія                         | Проходить через дельту Лени                                           |
| 73°0′ пн. ш. 129°31′ сх. д. / 73.000° пн. ш. 129.517° сх. д. | Море Лаптєвих                 |                                                                       |
| 73°0′ пн. ш. 139°40′ сх. д. / 73.000° пн. ш. 139.667° сх. д. | Східносибірське море          | Проходить південніше Великого Ляховського острова, Росія              |
| 73°0′ пн. ш. 173°52′ сх. д. / 73.000° пн. ш. 173.867° сх. д. | Північний Льодовитий океан    |                                                                       |
| 73°0′ пн. ш. 145°29′ зх. д. / 73.000° пн. ш. 145.483° зх. д. | Море Бофорта                  |                                                                       |
| 73°0′ пн. ш. 124°36′ зх. д. / 73.000° пн. ш. 124.600° зх. д. | Канада                        | Північно-Західні території — проходить через острів Бенкс             |
| 73°0′ пн. ш. 117°35′ зх. д. / 73.000° пн. ш. 117.583° зх. д. | Протока Принца Уельського     |                                                                       |
| 73°0′ пн. ш. 116°44′ зх. д. / 73.000° пн. ш. 116.733° зх. д. | Канада                        | Північно-Західні території — проходить через острів Вікторія          |
| 73°0′ пн. ш. 114°1′ зх. д. / 73.000° пн. ш. 114.017° зх. д.  | Затока Річарда Коллінсона[en] |                                                                       |
| 73°0′ пн. ш. 113°6′ зх. д. / 73.000° пн. ш. 113.100° зх. д.  | Канада                        | Північно-Західні території — проходить через острів Вікторія          |
| 73°0′ пн. ш. 112°53′ зх. д. / 73.000° пн. ш. 112.883° зх. д. | Затока Винніатт[en]           |                                                                       |
| 73°0′ пн. ш. 110°35′ зх. д. / 73.000° пн. ш. 110.583° зх. д. | Канада                        | Північно-Західні території — проходить через острів Вікторія          |
| 73°0′ пн. ш. 110°18′ зх. д. / 73.000° пн. ш. 110.300° зх. д. | Затока Гадлі[en]              |                                                                       |
| 73°0′ пн. ш. 108°7′ зх. д. / 73.000° пн. ш. 108.117° зх. д.  | Канада                        | Нунавут — проходить через острови Вікторія та Стефанссон              |
| 73°0′ пн. ш. 105°0′ зх. д. / 73.000° пн. ш. 105.000° зх. д.  | Протока Мак-Клінток           |                                                                       |
| 73°0′ пн. ш. 102°30′ зх. д. / 73.000° пн. ш. 102.500° зх. д. | Канада                        | Нунавут — проходить через острів Принца Уельського                    |
| 73°0′ пн. ш. 101°45′ зх. д. / 73.000° пн. ш. 101.750° зх. д. | Затока Оммані[en]             |                                                                       |
| 73°0′ пн. ш. 100°25′ зх. д. / 73.000° пн. ш. 100.417° зх. д. | Канада                        | Нунавут — проходить через острів Принца Уельського та острів Прескотт |
| 73°0′ пн. ш. 96°35′ зх. д. / 73.000° пн. ш. 96.583° зх. д.   | Протока Піл                   |                                                                       |
| 73°0′ пн. ш. 95°45′ зх. д. / 73.000° пн. ш. 95.750° зх. д.   | Канада                        | Нунавут — проходить через острів Сомерсет                             |
| 73°0′ пн. ш. 91°37′ зх. д. / 73.000° пн. ш. 91.617° зх. д.   | Протока Принца-Регента[en]    |                                                                       |
| 73°0′ пн. ш. 89°21′ зх. д. / 73.000° пн. ш. 89.350° зх. д.   | Канада                        | Нунавут — проходить через Баффінову Землю                             |
| 73°0′ пн. ш. 86°23′ зх. д. / 73.000° пн. ш. 86.383° зх. д.   | Затока Адміралтейства[en]     |                                                                       |
| 73°0′ пн. ш. 85°2′ зх. д. / 73.000° пн. ш. 85.033° зх. д.    | Канада                        | Нунавут — проходить через Баффінову Землю                             |
| 73°0′ пн. ш. 80°37′ зх. д. / 73.000° пн. ш. 80.617° зх. д.   | Затока Неві-Борд[en]          |                                                                       |
| 73°0′ пн. ш. 80°7′ зх. д. / 73.000° пн. ш. 80.117° зх. д.    | Канада                        | Нунавут — проходить через Байлот                                      |
| 73°0′ пн. ш. 76°15′ зх. д. / 73.000° пн. ш. 76.250° зх. д.   | Море Баффіна                  |                                                                       |
| 73°0′ пн. ш. 55°30′ зх. д. / 73.000° пн. ш. 55.500° зх. д.   | Гренландія                    | Проходить через острів Пуугутаа[en]                                   |
| 73°0′ пн. ш. 23°10′ зх. д. / 73.000° пн. ш. 23.167° зх. д.   | Гренландія                    | Проходить через острів Географічного товариства                       |
| 73°0′ пн. ш. 22°26′ зх. д. / 73.000° пн. ш. 22.433° зх. д.   | Атлантичний океан             | Гренландське море Норвезьке море                                      |

## Гренландія
Між 1776 і 1950 роками через 60-ту паралель пн.ш. проходила північна межа виключної монополії Королівського торгового департаменту Гренландії на торгівлю у дано-норвезькій, а пізніше датській колонії Гренландія (1776–1782) та Південна Гренландія (1782–1950).